# Nyctimene vizcaccia
Nyctimene vizcaccia är en däggdjursart som beskrevs av Thomas 1914. Nyctimene vizcaccia ingår i släktet Nyctimene och familjen flyghundar. IUCN kategoriserar arten globalt som livskraftig.
Inga underarter finns listade i Catalogue of Life. Wilson & Reeder (2005) skiljer mellan två underarter.
Denna flyghund förekommer från Bismarckarkipelagen till Salomonöarna. Arten vistas i låglandet och i bergstrakter upp till 1800 meter över havet. Habitatet utgörs främst av fuktiga varma skogar. Ibland uppsöker Nyctimene vizcaccia andra skogar och trädgårdar. Individerna vilar gömda i den täta växtligheten.